# Lars Theodor Jonsson
Lars Theodor Jonsson   (Strömsund Municipality, 10 de novembre de 1903 - Strömsund, 12 d'octubre de 1998) fou un esquiador de fons suec que va competir durant les dècades de 1920 i 1930.
El 1928 va prendre part en els Jocs Olímpics d'Hivern de Sankt Moritz, on fou setè en la cursa dels 18 quilòmetres del programa d'esquí de fons. En el seu palmarès destaca una medalla de bronze al Campionat del Món d'esquí nòrdic de 1934 i dos campionats nacionals.